# Rhysodesmus frionus
Rhysodesmus frionus är en mångfotingart som beskrevs av Chamberlin 1943. Rhysodesmus frionus ingår i släktet Rhysodesmus och familjen Xystodesmidae. Inga underarter finns listade i Catalogue of Life.